# Вашингтон Уизърдс
Уошингтън Уизърдс е професионален баскетболен отбор от Вашингтон, САЩ.
Състезава се в НБА в Югоизточната дивизия на Източната конференция.

## История
Отборът е създаден през 1961 година в Чикаго с името Chicago Packers. През годините мени името си, като от 1997 г. е със сегашното си име. Печелил е НБА 1 път през 1978 година.

## Успехи
- Шампиони на Югоизточната дивизия – 7 пъти (1971, 1972, 1973, 1974, 1975, 1979, 2017)
- Шампиони на Източната конференция – 4 пъти (1971, 1975, 1978, 1979)
- Шампиони на НБА – 1 път (1978)